# Neottia smithii
Neottia smithii är en orkidéart som först beskrevs av Rudolf Schlechter, och fick sitt nu gällande namn av Dariusz Lucjan Szlachetko. Neottia smithii ingår i släktet näströtter, och familjen orkidéer. Inga underarter finns listade i Catalogue of Life.